# 967年
| 千纪： | 1千纪 |
| 世纪： | 9世纪 \| 10世纪 \| 11世纪 |
| 年代： | 930年代 \| 940年代 \| 950年代 \| 960年代 \| 970年代 \| 980年代 \| 990年代                                                        |
| 年份： | 962年 \| 963年 \| 964年 \| 965年 \| 966年 \| 967年 \| 968年 \| 969年 \| 970年 \| 971年 \| 972年                                  |
| 纪年： | 丁卯年（兔年）；于阗天尊元年；辽應曆十七年；南汉大寶十年；北汉天会十一年；北宋（吴越、南唐）德五年；大理廣德十五年；日本康保四年 |

## 出生
- 洛泰爾一世，加洛林王朝西法蘭克王國支系的末代國王。（987年逝世））

## 逝世
- 九月，李彝兴